# Estado de Birmania
El Estado de Birmania (en birmano: ဗမာ) fue un estado títere creado en 1943 bajo la invasión y ocupación japonesa, lo que llevó al país a ser miembro de las Potencias del Eje, aunque el 27 de marzo de 1945 un golpe de Estado dirigido por militares probritánicos provocó su incorporación a los Aliados prolongando su existencia hasta el final de la Segunda Guerra Mundial. Después de la Segunda Guerra Mundial el Reino Unido reincorporó Birmania a sus dominios en Asia.

## Contexto
Durante los primeros momentos de la Segunda Guerra Mundial, el Imperio de Japón invadió la Birmania británica con un doble objetivo; por un lado, obtener materias primas (petróleo de los campos cercanos a Yenangyaung, minerales y arroz), y por otro cortar la carretera de Birmania, una ruta permanente de suministros y municiones aliadas a las fuerzas nacionalistas chinas de Chiang Kai-Shek, que se encontraban en guerra abierta con Japón desde agosto de 1937. 
El 15.º Ejército japonés, mandado por el teniente general Shojiro Iida, invadiría Burma en tan solo 5 meses, entre enero y mayo de 1942. Japón también ayudó a la formación del Ejército Independiente Birmano, que colaboró durante la invasión japonesa. El ejército nacional de Birmania formó un gobierno provisional en ciertas áreas del país durante la primavera de 1942, pero existían algunas diferenencias entre los líderes japoneses sobre el futuro del país. Mientras que el Coronel Suzuki alentó al Ejército Independiente Birmano a formar un gobierno provisional, los mandos del Ejército Imperial Japonés nunca tomaron una decisión semejante, y desde el Gobierno Japonés solo llegaban vagas promesas de independencia. Sin embargo, el 1 de agosto de 1942 se estableció un Ejecutivo birmano en Rangún, con el objetivo de crear una administración civil subordinada a la administración militar japonesa. El jefe de la administración provisional fue el Dr. Ba Maw, un reputado abogado y prisionero político de los británicos.

## Historia

### Un nuevo estado títere
Cuando la situación de la guerra se fue decantando poco a poco en contra de Japón, el gobierno decidió la plena independencia de Birmania y Filipinas como parte de la Esfera de Coprosperidad de la Gran Asia Oriental, al contrario del plan inicial de posponer la independencia hasta el final del conflicto. El primer ministro de Japón, Hideki Tōjō, prometió la independencia a Birmania en un periodo máximo de un año con la condición de que Birmania declarase la guerra a Reino Unido y los Estados Unidos. El Gobierno Japonés opinaba que con este movimiento metería en el juego a Birmania en el caso de una victoria del Eje, fortaleciendo su capacidad de resistencia ante posibles intentos de re-colonización por parte de potencias europeas, además de incrementar el apoyo militar y económico birmano a los esfuerzos bélicos del Japón. 
El 8 de mayo de 1943 se formó un Comité Preparatorio de la Independencia Birmana, liderado por Ba Maw, junto con un variado grupo de miembros respetados. El 1 de agosto Burma se declaró como estado Independiente, disolviéndose de manera oficial el gobierno militar Japonés en Birmania. El nuevo estado declaró inmediatamente la guerra a Reino Unido y los Estados Unidos, firmando un Pacto de Alianza con Japón.
Ba Maw se convirtió en el "Naingandaw Adipadi" (Jefe del Estado) de Birmania bajo una nueva constitución, que le otorgaba grandes poderes.

### Bajo la ocupación japonesa
El 25 de septiembre de 1943, como había sido prometido, Japón cedió todos los Estados Shan a Birmania a excepción de Kengtung y Mongpan, que ya habían sido cedidos a Tailandia. Ba Maw acudió a la Conferencia de la Gran Asia Oriental celebrada en Tokio entre el 5 y el 6 de noviembre de 1943.
Aunque era nominalmente independiente, el poder de Birmania de ejercer su soberanía estaba en gran medida determinado a los acuerdos bélicos con Japón. El ejército japonés mantuvo una gran presencia en Birmania, y continuó actuando de manera arbitraria, a pesar de no ejercer ningún control oficial sobre Birmania.
Durante 1943 y 1944, el Ejército Nacional Birmano estableció contactos con otros grupos políticos birmanos, incluyendo el Partido Comunista Birmano, que había estado operando de manera encubierta. Se llegó incluso a formar abiertamente un partido de oposición, la Organización Antifascista (OAF), liderada por Thakin Soe. Por medio de los comunistas y por el Ejército de Defensa de Arakan (subencionado por Japón), los birmanos pudieron establecer contactos eventuales con la Fuerza 136 británica en la India. Los primeros contactos fueron siempre indirectos. La Fuerza 136 también logró contactar con miembros de la unidad Karen del Ejército Nacional Birmano en Rangún.
En Ddciembre de 1944, la OAF contactó con los aliados, indicando que estaban preparados para pasarse a los aliados lanzando un alzamiento nacional que incluían a las fuerzas del Ejército Nacional. Sin embargo, los británicos se opusieron, ya que además de encontrarlo inoportuno para ese momento, no estaban seguros de apoyar al Ejército Nacional de su antigua colonia. El primer alzamiento liderado por el Ejército Nacional Birmano contra los Japoneses ocurriría a comienzos de 1945 en el centro de Birmania.

### Desmantelamiento y final
El 27 de marzo de 1945, el resto del Ejército Nacional Birmano en Rangún desfiló de manera ostententosa antes de salir en ayuda del Ejército Japonés que se acumulaba en Birmania central para repeler la invasión aliada. En lugar de ello, el Ejército Nacional Birmano declaró la guerra a Japón. Aung San y otros muchos comenzaron las negociaciones con Lord Mountbatten, y se unieron oficialmente a los Aliados como las "Fuerzas Patriotas de Birmania". Sin el apoyo del Ejército Nacional, el gobierno del Estado de Birmania se derrumbó, y Ba Maw escapó a Japón vía Tailandia, donde fue capturado tras el final de la guerra y retenido en la Prisión de Sugamo en Tokio, hasta 1946.

## Gobierno del Estado de Birmania
El primer Gabinete del Estado de Birmania estaba formado por:
- Ba Maw, primer ministro (además de Jefe del Estado)
- Thakin Mya, vice primer ministro
- Ba Win, ministro de Asuntos Internos
- Thakin Nu, Ministros de Asuntos Externos
- Dr. Thein Maung, ministro de Finanzas (posteriormente remplazado por U Set tras ser elegido como embajador de Birmania en Japón)
- General Aung San, ministro de Defensa
- Thein Maung, ministro de Justicia
- Hla Min, ministro de Educación y Salud
- Thakin Than Tun, ministro de Agricultura (posteriormente ministro de Transporte)
- U Mya, ministro de Comercio e Industria
- Thakin Lay Maung, ministro de Comunicaciones e Irrigación
- Bandula U Sein, ministro de Bienestar y Propaganda
- Tun Aung, ministro de Cooperación con Japón
- Thakin Lun Baw, ministro de Recuperación del Trabajo Público